# 村上市立平林中学校
村上市立平林中学校（むらかみしりつ ひらばやしちゅうがっこう）は、2019年3月まで新潟県村上市牛屋1063番地にあった公立中学校。
2019年4月、村上市立神林中学校に統合。

## 概要
校舎の近くには荒川が流れ、周りは田圃に囲まれている。

## 教育方針

### 教育目標
- 夢・友・学び

## 部活動
- 野球部
- バスケットボール部
- バレーボール部
- 文化部
- 卓球部
- 特設駅伝部
- 特設陸上競技部

## 行事
- 牛屋春祭
- 牛屋秋祭
- 宿田祭

## 交通
- JR羽越本線 平林駅より徒歩30分